# 호르네지테프

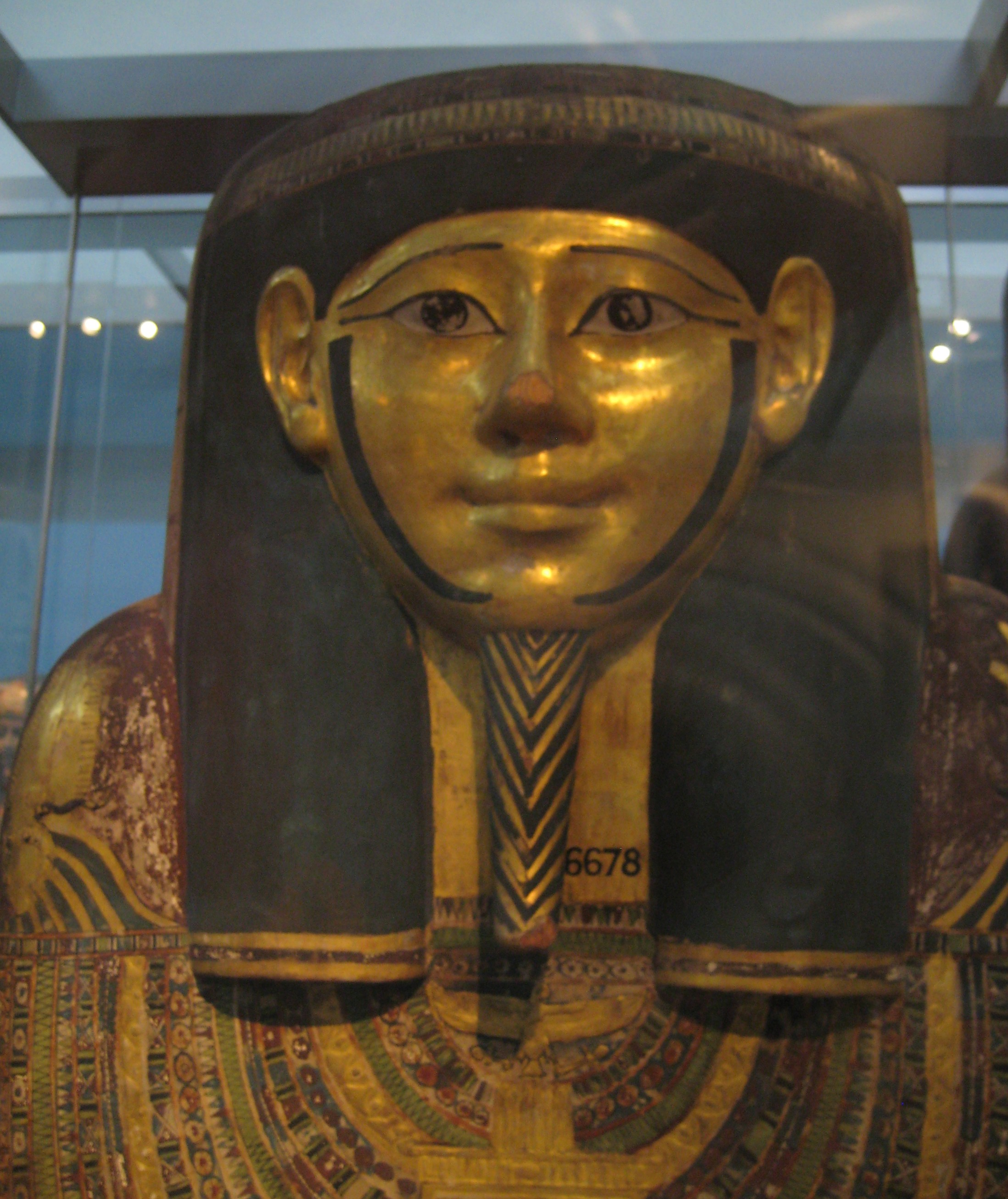
호르네지테프 내부 관의 상부

호르네지테프(Hornedjitef)는 고대 이집트 프톨레마이오스 3세 시기 카르나크 신전의 사제였다. 그는 테베에서 발굴되어 현재 대영박물관에 소장된 정교한 관과 미라로 알려져 있다. 호르네지테프의 미라는 2010년 BBC 라디오 4와 대영박물관장 닐 맥그레고어의 100대 유물로 보는 세계사 중 첫 번째로 뽑혔다. 호르네지테프의 관은 파피루스 사자의 서와 오시리스 목재형상을 포함한다.
| 전임 (시작) | 제1대 100대 유물로 보는 세계사 | 후임 현무암질 찍개 |